# Alberto Calderón
Alberto P. Calderón (Mendoza, 1920. szeptember 14. – Chicago, 1998. április 16.) argentin matematikus, aki leginkább a parciális differenciálegyenletek elméletével és a szinguláris integrál operátorokkal foglalkozott. A huszadik század egyik legfontosabb matematikusa volt. Az Erdős-száma 3.

## Tanulmányai
Építészmérnöki diplomát szerzett a Buenos Aires-i Egyetemen 1947-ben. PhD-fokozatát 1950-ben szerezte meg matematikából a Chicagói Egyetemen.

## Munkássága
1958-ban publikálta az egyik legfontosabb eredményét, amely egyedülálló megoldás a Cauchy-probléma parciális differenciálegyenletekre való alkalmazása terén. PhD-témavezetőjével és egyben mentorával, Antoni Zygmunddal megfogalmazták a Calderón–Zygmund-elméletet szinguláris integrál operátorok témakörében.
Pályafutása során akadémiai posztot töltött be az Ohiói Állami Egyetemen, az Institute for Advanced Study, a Massachusetts Institute of Technology-n és a Chicagói Egyetemen, ahonnan 1985-ben vonult nyugdíjba.

## Kitüntetései
- Böcher-díj
- Wolf-díj
- National Medal of Science

## Művei
- Cora Sadosky, Alberto P. Calderón, Carlos E.Kenig: Harmonic Analysis and Partial Differential Equations: Essays in Honor of Alberto Calderón by , University of Chicago Press, 1999, ISBN 0-226-10456-7.
- A.P. Calderón, A. Zygmmund: On the existence of certain singular integrals, Acta Mathematica, 88, (1952), 85–139.